# GO! レスラー軍団
『GO! レスラー軍団』（ゴー-ぐんだん）は、東京ムービー新社により制作された日本のテレビアニメ。1989年4月18日から同年10月12日までテレビ東京系列で放映された。
原作はカネボウフーズのガムラツイスト及びラーメンばあ付属の『レスラー軍団抗争シール』。メインライター浦沢義雄の特徴であるシュールコメディ色を前面に押し出している。

## ストーリー
世界ではドン・ゴッド理事長の元、「正規軍」や「ラーメン軍」を筆頭に、「覆面軍」「タッグ軍」「メン魔軍」などといったレスラー軍団が鎬を削っていた。そんな折、かつて我無羅殿神王の手で封印され、宇宙の彼方に追放された悪女「ビーナトロンII」が、封印を解いて地球を征服すべく、配下の超悪魔生命体1号を地球に派遣、1号はアイ・ガーン大佐率いる覆面軍と結託する。それを感知した神王は理事長に、「ロビン、ベン・K、星若丸の3つの心が一つになった時、『史上空前の必殺技』が生まれるであろう」と進言、そしてロビンと大佐の対戦中、大佐は超悪魔生命体によって大幅に強化され、ピンチに陥るも、秘書マリリンのお色気作戦でロビン、ベン・K、星若丸の心が一つになり、我無羅殿に伝わる「勇気」「団結」「友情」のベルトが装着され、「史上空前の必殺技」を召喚、見事大佐を破った。
その後覆面軍は正規軍と戦うもことごとく敗れ、遂に大佐が星若丸との戦闘中、必殺凶器「くすぐりマシーン」の乾電池の電極を間違って自滅したことをきっかけに、生命体に見限られる。慌てた大佐は生命体が侵入した状態に偽装し、部下のダイヤモンド・ヘッドとウイリアム・TELと機嫌取りのドライブをするも、理事長とのケンカで馬脚を現され、部下にまで見限られてしまい、挙句の果てに、ロビンとベン・Kのわざとらしい励ましでショックのどん底に叩き落され、大佐はヤケ喰いの余りコレステロールが付き過ぎて再起不能と化す。責任を感じたロビンとベン・Kは神王の勧めにより、生命体を大佐の体に潜入させて大佐を治し、生命体を太陽まで吹っ飛ばした。治った大佐はお礼に、覆面軍全メンバーを正規軍に入らせる決意をした。
その後もビーナトロンは、超悪魔生命体2号をタッグ軍に、3号をメン魔軍に、そして4号を様々なレスラーに結託させるが、すべて敗れ、結託したレスラーたちは全て正規軍に加入した。たまりかねたビーナトロンは、実は生きていた1号・2号・4号（3号はそのまま失踪した）に、それぞれ「悪意」「卑怯」「非道」のベルトを渡し、「史上空前の必殺技」を召喚させることで、「宇宙最悪の反則技」を召喚させる作戦を命じる。それを感知した神王は理事長に「『反則技』が出れば負けるかも知れない」と進言、承知した理事長はロビンたちの心を合わせないようにし、生命体とのプロレス勝負でも心を合わせないようにしたが、思わぬハプニングからロビンたちは心を一つにし、「必殺技」を召喚、生命体も待ってましたとばかりに心を一つにし、「宇宙最悪の反則技」を召喚し、「必殺技」を一撃で倒し、3つのベルトを奪った。
やがて生命体によって、「必殺技」は悪の化身と化してビーナトロンを解放、ビーナトロンは生命体と共に地球に赴き、破壊活動を行い、世界中のレスラーたちが被害に遭う。神王は理事長に「偶然では無く、真の強い絆で心を一つにせよ」と進言、だがロビンは初めて負けた（ベン・Kと星若丸は1回負けたことがあった）ことで、ショックの余り失踪、マリリンはパラシュートでロビンを連れ戻すと、傷ついたレスラーたちの元へ、そこで皆の励ましを聞いたロビンは勇気を取り戻し、ベン・Kや星若丸と真の心の修行に励む。そして再戦。生命体たちは心を一つにし、「必殺技」を召喚しようとするが、負けじとロビンたちも、真の3つの心を一つに、その結果3つのベルトはロビンたちに戻り、「必殺技」は再び正義の味方として召喚、慌てた生命体たちは「反則技」を召喚するが、「必殺技」の前に太刀打ち出来ず、最後は「タイフーン・ジタンダ・クラッシュ」（一般公募）に敗れて再封印、残ったビーナトロンも神王の「究極天罰」（一般公募）で生命体もろとも再封印され、「必殺技」によって吹っ飛ばされた。正規軍の大勝利だ!!

## 登場人物

### ゴッド一家と正規軍
本編の中心になるプロレス団体およびプロレス理事。なおシールなどに登場する軍団長「ザ・スーパー・ブッダー」、同副軍団長「Mr.ミト」などの正規軍上層部や、ゴッド三兄弟次男「ドリー・ゴッド」（氷河軍軍団長）とドンの母（即ちロビンとベン・Kの祖母）「マザー・ゴッド」は登場せず。
ロビン・ゴッド
 声 - 小粥ようこ
ゴッド三兄弟の三男にして、「勇気」のパワーを持つプロレス戦士。武器は「聖弓アークチェリー」というアーチェリー。苦手な物はゴキブリと注射とタマネギ（ゴキブリと注射はベン・Kと星若丸も苦手）。身長186cm。
ベン・K・ゴッド
声 - 堀内賢雄
三兄弟の長男で、「団結」のパワーを持つ戦士。口癖は「ござる」。苦手な野菜は人参。身長203cm。
星若丸
声 - 折笠愛
ロビンやベン・Kと並ぶ正規軍戦士の一人で、「友情」のパワーを持つ。口癖は「であります」。苦手な野菜はピーマン。本編ではゴット一族の補佐として「お助け天使星若丸」と紹介されているが、「ビーナトロンIIの王子」という設定はない。身長171cm。
ドンゴッド理事長
声 - 増岡弘
ロビンとベン・Kの父にして、世界プロレスの理事。かつては世界最強のレスラーだったが、年の衰えによってぎっくり腰が絶えない。シールキャラよりもかなりお調子者になっている。口癖は「ぞよ」。第4話では自ら超悪魔生命体を飲み込んで強化したことがあった。
秘書マリリン
声 - 水谷優子
理事長の秘書。モデルはマリリン・モンロー。本編では「子持ち」という設定は省かれた。

### 我無羅殿
我無羅殿神王
声 - 梅津秀行
「我無羅殿」の支配者にして、別名「プロレスの神」。計り知れない力を持った実力者。歌舞伎役者のような声で喋る。
史上空前の必殺技
声 - 佐々木望
アニメのみのキャラクター。ロビンとベン・Kと星若丸の心が一つになり、我無羅殿のご神体の「勇気」「団結」「友情」のベルトをそれぞれ装着されることで召喚される巨漢レスラー。恐るべき技で敵をねじ伏せる。最終回、超悪魔生命体にベルトを奪われたことで悪と化すが、ロビン達の真の強い心で元に戻った。

### 世界各国のプロレス団体
本編では正規軍のほか、様々なプロレス団体が存在する。なおこれらの他に「TV軍」「氷河軍」「熱帯軍」という団体がシールでは存在していたが、アニメでは未登場となった。

#### 覆面軍
アイ・ガーン大佐を軍団長とする、卑怯な手段を得意とする団体。アメリカのボロ屋をアジトとする。
アイ・ガーン大佐
覆面軍軍団長。シールでは片目・片腕をメカ改造したサイボーグだったが、アニメでは普通の人間。また第3話まではあくどいキャラだったが、第4・5話ではかなり間抜けなキャラになり、ビーナトロンや部下にまで見限られ、ヤケ食いの余りコレステロールが溜まってしまうという情けないキャラと化す。
ウイリアム・TEL
大佐の右腕的存在。覆面の下の頭部には電話が常備してある。口癖は「テル」。

#### タッグ軍
2人1組で構成されたタッグ戦と中心とする団体。ヨーロッパが舞台。
エクソシスターズ
タッグ軍軍団長の姉妹。セーラー服と白ハイソックスがトレードマーク。ベン・Kを誘惑するなどの作戦を実行したが、最後は星若丸との愛が芽生える。
ボッ・チャーンS
大金持ちの兄弟が結成したレスラー。やたらと相手を買収しまくる。

#### ラーメン軍
香港を舞台とする、正規軍とならぶ正統派のプロレス団体。
ラーメンばあさん
ラーメン軍軍団長。ロビン達にメン魔四天王に奪われた香港プロレス界を取り戻すよう頼んだ。シールでは「Queen火美子」という美女が正体で、聖水の力で不老状態となっており、老婆状のボディースーツでカモフラージュしていたが、アニメでは普通の老婆。また若き頃はドンの初恋相手という設定があった。

#### メン魔四天王
イタリアから現れて、香港プロレス界を乗っ取り、更に香港の料理をイタリア料理に改編した「メン魔軍」の4人組。なおラザーニやブレーメン以外の面魔一家や、軍団長「魔神眼」は登場せず。
面魔ラザーニ
四天王のリーダー格。
セニョール・ボンゴ霊
四天王その2。映画監督になりすまし、ロビン達を誘惑する。
オニオン・ジャック
声 - 佐々木望
四天王その3。泣き落としやたまねぎ攻撃が得意。
ニンジン・ジャック / ピーマン・ジャック
アニメのみのキャラクター。ロビン・ベン・K・星若丸とのプロレス戦用に連れて来た新人レスラー。それぞれ顔が人参とピーマンの顔をしており、ベン・Kと星若丸を震えさせるが、それがかえってロビンたちの心を一つにしてしまう結果となる。
メン魔・ブレーメン
四天王その4。やたらと仲間などに無礼な言葉を浴びせるが、プロレス歴100戦100敗。しかし満月を見ると狼男に変身する特技あり。シール名称は「面魔・無礼麺」。
なお初登場の第12話では、既に狼男の姿でラーメン軍レスラーを叩きのめしていることから、「満月を見ると狼男に変身する」という設定は後から付けられたと思われる。
史上最大の必殺悪魔
アニメのみのキャラクター。満月を見て狼男に変身したブレーメンに、超悪魔生命体3号が侵入したことで、更に強力に変身した姿。史上空前の必殺技との勝負も全くの互角だったが、体内の生命体を引きずり出されて敗北。

### 敵
ビーナトロンII
シールでは星若丸の故郷であったが、アニメでは地球征服を企む謎の惑星となっており、そして第11話でその実態は、かつて神王によって封印され宇宙の彼方に追放された悪女（シールの「霊女・慈恋魔」を流用）であることが判明する。
超悪魔生命体
声 - 緒方賢一ほか
アニメのみのキャラクター。ビーナトロンに住む悪の物体で、プロレスラーを好み、体内に侵入して洗脳&強化する特技を持つ。4人の兄弟で構成される。口癖は「ベロ〜ン」（1号）「チョロ〜ン」（2号）「ロ〜ン」（3号）「ダラ〜ン」（4号）。
なお当初は「生命体に侵入されたレスラーは、体にビーナトロンのスタンプマークが出現する」という設定があったが、タッグ軍編（第6話〜第9話）から徐々にその設定は少なくなり、第11話以降は完全になくなった。

### その他
実況マイク向井
プロレス中継の実況アナウンサーで、リングアナも務める。モデルは古舘伊知郎。シールでは正規軍のレスラーでもあった。
レフリーストライク
プロレスのレフリー。シールでは覆面軍のレスラーでもあった。
キラー・ジョー
プロレス会場でポップコーン売りをしていたが、その正体は第10話で、理事長の命を狙う殺し屋であることが判明する。しかしシールのような「百発百中の殺し屋」ではなく、ピストルの弾が一発も当たらないボケた殺し屋となっている。第16話では超悪魔生命体4号に侵入させられた。

## スタッフ
- チーフディレクター - 奥脇雅晴
- 脚本 - 浦沢義雄、川崎良、橋本裕志
- キャラクターデザイン - 前田実
- 作画監督 - 平山智
- 美術監督 - 水谷利春
- 撮影監督 - 高橋宏固
- 音響監督 - 本田保則
- 編集 - 鶴渕允寿
- 音楽 - 難波弘之、兼崎順一
- 制作協力 - 東京ムービー新社
- 製作 - テレビ東京、講談社

## 主題歌
オープニングテーマ - 「?(なぞ)のパレード」
歌 - 村田有美 / 作詞 - 麻生圭子 / 作曲・編曲 - 笹路正徳
エンディングテーマ - 「!(オドロキ)MAP」
歌 - 村田有美 / 作詞 - 伊藤アキラ / 作曲・編曲 - 笹路正徳

## 各話リスト
| 話数 | 放送日         | サブタイトル                         |
| ---- | -------------- | ------------------------------------ |
| 1    | 1989年 4月18日 | 出た! これが史上空前の必殺技だ       |
| 2    | 4月25日        | 激突! ワイキキビーチ特設会場は騒然   |
| 3    | 5月2日         | 食べても食べてもお腹がすいて         |
| 4    | 5月9日         | 出現! 超悪魔理事長だ!!ベロ〜ン       |
| 5    | 5月16日        | 爆笑! 覆面軍団の最後だ!              |
| 6    | 5月23日        | ベン・K危うし!エクソシスターズの誘惑 |
| 7    | 6月6日         | 医学の天才バン・ソーコーに負けるな   |
| 8    | 6月13日        | 謎の成金レスラーボッチャンＳ         |
| 9    | 6月27日        | リングに咲く恋                       |
| 10   | 7月4日         | 強力おにぎり磁石                     |
| 11   | 7月11日        | ラーメン軍団の謎                     |
| 12   | 7月18日        | メン魔四天王                         |
| 13   | 8月8日         | めざせ映画スター                     |
| 14   | 8月15日        | 必殺! 玉ネギの涙                     |
| 15   | 8月22日        | 満月の夜にご用心                     |
| 16   | 8月29日        | 幸せになりたい                       |
| 17   | 9月5日         | つらいヤセガマン                     |
| 18   | 9月12日        | 変身! 太陽仮面                       |
| 19   | 9月19日        | 痛い! 虫歯は嫌い                     |
| 20   | 10月5日        | 宇宙最悪の反則技                     |
| 21   | 10月12日       | 勇気、団結、友情                     |

- 5月30日と6月20日は、それぞれプロ野球中継（19:00 - 20:54）のため休止。
- 7月25日は『夏祭りにっぽんの歌』（19:03 - 21:48）のため休止。
- 8月1日は特別ロードショー『戦場にかける橋』（19:00 - 21:48）のため休止。
- 第14話は、19:30枠に「東京・埼玉連続幼女誘拐殺人事件」関連の報道特別番組が編成されたため、19:00に繰上げて放送。19:00の『スターどっきん学園』は休止された。

## 放送局
放送系列は放送当時のもの。放送時間はテレビ熊本と個別に出典が提示されているものを除き1989年8月中旬 - 9月上旬時点のものとする。
| 放送地域       | 放送局         | 放送日時                                                                                            | 放送系列                      | 備考                          |
| -------------- | -------------- | --------------------------------------------------------------------------------------------------- | ----------------------------- | ----------------------------- |
| 関東広域圏     | テレビ東京     | 木曜 18:30 - 19:00                                                                                  | テレビ東京系列                | 制作局                        |
| 北海道         | テレビ北海道   | 木曜 18:30 - 19:00                                                                                  | テレビ東京系列                | 同時ネット 1989年10月開局から |
| 岡山県・香川県 | テレビせとうち | 木曜 18:30 - 19:00                                                                                  | テレビ東京系列                | 同時ネット                    |
| 大阪府         | テレビ大阪     | 木曜 8:10 - 8:40                                                                                    | テレビ東京系列                |                               |
| 愛知県         | テレビ愛知     | 木曜 8:10 - 8:40                                                                                    | テレビ東京系列                |                               |
| 青森県         | 青森放送       | 木曜 16:00 - 16:30                                                                                  | 日本テレビ系列 テレビ朝日系列 |                               |
| 岩手県         | テレビ岩手     | 土曜 6:15 - 6:45                                                                                    | 日本テレビ系列                |                               |
| 宮城県         | ミヤギテレビ   | 月曜 6:15 - 6:45                                                                                    | 日本テレビ系列                |                               |
| 秋田県         | 秋田テレビ     | 月曜 17:30 - 18:00                                                                                  | フジテレビ系列                |                               |
| 山形県         | 山形放送       | 金曜 17:30 - 18:00                                                                                  | 日本テレビ系列 テレビ朝日系列 |                               |
| 石川県         | 石川テレビ     | 木曜 16:10 - 16:40（1989年4月25日から6月27日まで） 日曜 6:00 - 6:30（1989年7月9日から10月22日まで） | フジテレビ系列                | [ 2 ]                         |
| 山梨県         | テレビ山梨     | 火曜 15:55 - 16:25                                                                                  | TBS系列                       |                               |
| 滋賀県         | びわ湖放送     | 木曜 18:30 - 19:00                                                                                  | 独立局                        |                               |
| 奈良県         | 奈良テレビ     | 土曜 18:30 - 19:00                                                                                  | 独立局                        |                               |
| 熊本県         | テレビ熊本     | 不明                                                                                                | フジテレビ系列                |                               |